# Samir Dżadża
Samir Dżadża (lub Geagea; ur. 25 października 1952 w Bejrucie) – polityk libański, maronita, przywódca Sił Libańskich, jeden z liderów Sojuszu 14 Marca.

## Życiorys
Urodził się 25 października 1952 roku w Bejrucie, w chrześcijańskiej dzielnicy Ain Roumaneh, jego rodzice pochodzili z północnolibańskiego miasta Baszarri. Z wykształcenia jest lekarzem, ale z powodu działalności politycznej nie praktykował w tym zawodzie. Na początku lat 70. wstąpił do Kataeb. We wczesnych latach 80. Samir Dżadża kierował milicjami Sił Libańskich na północy Libanu, liczącymi 1 500 żołnierzy. W latach 1982–1983, dowodził oddziałami chrześcijańskimi w walkach przeciwko milicjom druzyjskim, palestyńczykim i syryjskim w górach Szuf (wojna w Górach Szuf). W 1985 r. wraz z Elie Hobeiką odsunął Fouada Abou Nadera od kierowania SL. W następnym roku sam obalił Ellie Hobeikę w rezultacie podpisania w Damaszku przez tego ostatniego trójstronnego porozumienia z Druzami i Amalem. Jako przywódca SL prowadził politykę anty-syryjską. Odegrał znaczącą rolę podczas rebelii gen. Michela Aouna. W 1993 r., po przegraniu rywalizacji z Georges’em Saadehem został usunięty z władz Falang Libańskich. Jednak pozostał na czele Sił Libańskich. Skazany za przestępstwa wojenne przebywał w latach 1994-2005 w więzieniu. Ułaskawiony w wyniku cedrowej rewolucji.

## Kontrowersje
Samir Dżadża posądzany jest o zorganizowanie zabójstwa dowódcy Brygady Marada, Tony’ego Farandżijji. Dżadża został aresztowany w kwietniu 1994 r. pod zarzutem zlecenia zamachu bombowego w miejscowości Zouk oraz zabójstw w czasie libańskiej wojny domowej (m.in. byłego premiera Raszida Karami, lidera „Tygrysów” Dany’ego Szamuna i jego rodziny oraz byłego członka SL Eliasa Al Zayeka). Był również oskarżony o próbę zabicia ministra Michela Murra. Został uniewinniony w przypadku zamachu bombowego w kościele, ale skazany na cztery dożywocie w pozostałych przypadkach. Sam proces odbył się pod naciskiem Syrii i miał charakter bardziej polityczny, niż kryminalny.